# Soldanella
El género Soldanella consta de unas 49 especies descritas muy similares entre sí. Diez de ellas son oriundas de Europa y endémicas de reducidas áreas montañosas. Vegetan bien en zonas de pastos húmedos y roquedales y en altitudes de hasta 3000 m. Algunas de estas especies tienen una floración muy precoz (incluso antes de que se funda la nieve) y difícilmente florecen a escasa altitud. S. villosa se encuentra en los Pirineos occidentales, S. alpina crece silvestre en todos los sistemas montañosos desde los Pirineos, hasta los Apeninos italianos y Albania, S. montana es endémica en las montañas del centro y sudeste de Europa.

## Descripción
Son plantas perennes que con el tiempo forman densas colonias. Sus hojas enteras de forma redondeada y de color verde oscuro se disponen en forma de roseta basal, coriáceas, con largos pecíolos, glandulosos cuando son jóvenes y glabros de adultos. De las rosetas basales nacen los escapos florales de entre 5 y 25 cm de altura con varias flores en el ápice de color violáceo, rosadas o azules. Estas poseen una corola mayor que el cáliz, de forma generalmente acampanada, con 5 lóbulos apicales que se dividen en pétalos más delgados. El fruto, en forma de cápsula, posee un opérculo que se desprende al madurar éste.

## Taxonomía
El género fue descrito por Carlos Linneo y publicado en Species Plantarum 1: 144. 1753. La especie tipo es: Soldanella alpina

## Especies seleccionadas
Soldanella alpina

Soldanella austriaca

Soldanella carpatica

Soldanella dimoniei

Soldanella hungarica

Soldanella minima

Soldanella montana

Soldanella pindicola

Soldanella pusilla

Soldanella rhodopea

Soldanella villosa